# 麟州 (神木市)
麟州（りんしゅう）は、中国にかつて存在した州。唐代から金代にかけて、現在の陝西省神木市一帯に設置された。

## 概要
724年（開元12年）、唐により勝州の連谷・銀城の2県を分割して麟州が置かれた。726年（開元14年）、麟州は廃止された。742年（天宝元年）、再び麟州が置かれた。同年、麟州は新秦郡と改称された。758年（乾元元年）、新秦郡は麟州の称にもどされた。麟州は関内道に属し、新秦・連谷・銀城の3県を管轄した。
967年（乾徳5年）、北宋により麟州に建寧軍節度が置かれた。988年（端拱元年）、建寧軍節度は鎮西軍節度と改称された。1114年（政和4年）、連谷・銀城の2県が廃止され、新秦県に編入された。麟州は河東路に属し、新秦県と大和寨と大和堡を管轄した。
金のとき、麟州と新秦県は廃止され、晋寧軍に編入された。1182年（大定22年）、晋寧軍は晋寧州に昇格した。1184年（大定24年）、晋寧州は葭州と改称された。